# Asthenotricha serraticornis
Asthenotricha serraticornis là một loài bướm đêm trong họ Geometridae.